# Johannes-Rau-Forschungsgemeinschaft

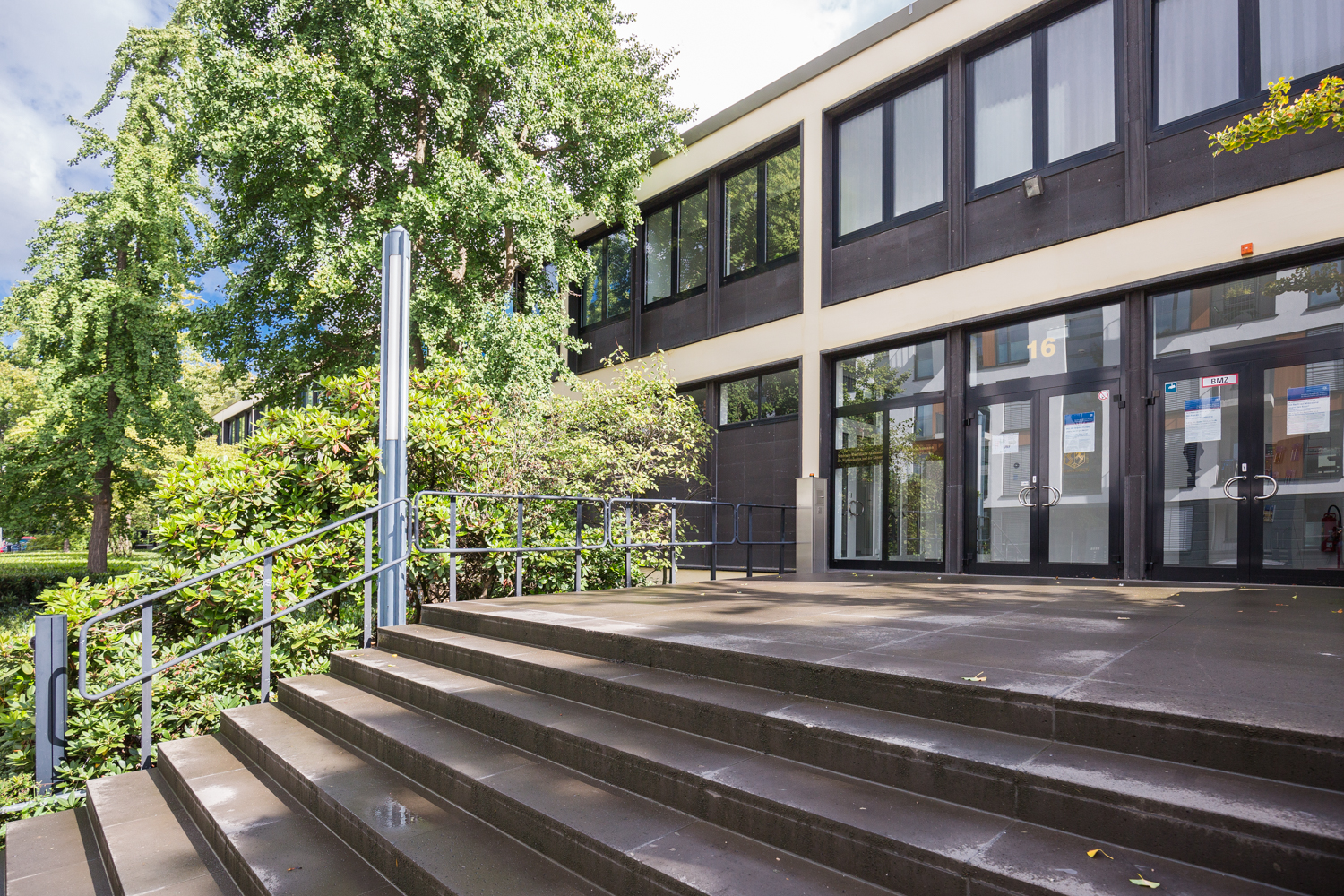
Die JRF-Geschäftsstelle im Karl-Arnold-Haus / „Haus der Wissenschaft“

Die Johannes-Rau-Forschungsgemeinschaft ist eine Dachorganisation außeruniversitärer Forschungsinstitute in Nordrhein-Westfalen Sie ist benannt nach Johannes Rau, dem ehemaligen Ministerpräsidenten des Landes Nordrhein-Westfalen.

## Gründung und Ziele
Der Verein mit Sitz in Düsseldorf wurde am 2. April 2014 als gemeinnütziger eingetragener Verein gegründet. Gründungsmitglieder waren 13 wissenschaftliche Institute sowie das Land NRW, vertreten durch das Wissenschaftsministerium. Den Vorstand bilden Dieter Bathen (Institut für Energie- und Umwelttechnik, Universität Duisburg Essen) als Vorstandsvorsitzender, Ramona Fels als stellvertretende Vorstandsvorsitzende und Leiterin der Geschäftsstelle und Manfred Fischedick (Wuppertal-Institut, Bergische Universität Wuppertal) als wissenschaftlicher Vorstand. Die Geschäftsstelle befindet sich im Karl-Arnold-Haus der Wissenschaft in Düsseldorf. Zu den gemeinsamen Aufgaben gehören die Forschungskooperation, die wissenschaftliche Nachwuchsförderung, die Öffentlichkeitsarbeit und eine regelmäßige Evaluation der Mitgliedsinstitute.

### Wissenschaftliche Gründungsmitglieder
- Bonn International Centre for Conflict Studies (bicc), Bonn
- German Institute of Development and Sustainability (IDOS), Bonn
- Forschungsinstitut für Rationalisierung (FIR), Aachen
- Forschungsinstitut für Wasserwirtschaft und Klimazukunft an der RWTH Aachen (FiW), Aachen
- Gesellschaft für Angewandte Mikro- und Optoelektronik (AMO), Aachen
- Institut für Umwelt & Energie, Technik & Analytik (IUTA), Duisburg
- Institut für Forschung und Transfer (RIF), Dortmund
- Institut für Landes- und Stadtentwicklungsforschung (ILS), Dortmund
- Institut für Unterirdische Infrastruktur (IKT), Gelsenkirchen
- Salomon Ludwig Steinheim-Institut für deutsch-jüdische Geschichte, Essen
- Stiftung Zentrum für Türkeistudien und Integrationsforschung (ZfTI), Essen
- Wuppertal Institut für Klima, Umwelt, Energie, Wuppertal
- Zentrum für Brennstoffzellen-Technik (ZBT), Duisburg

### Wissenschaftliche Mitglieder seit November 2014
- Entwicklungszentrum für Schiffstechnik und Transportsysteme (DST), Duisburg
- Rheinisch-Westfälisches Institut für Wasserforschung (IWW), Mülheim an der Ruhr

### Wissenschaftliche Mitglieder seit Januar 2022
- Energiewirtschaftliches Institut an der Universität zu Köln (EWI), Köln